# Ilmārs Rimšēvičs
Ilmaras Rimševičius (30 de maig de 1965, Riga, Letònia) és un economista letó i actual president del Banc de Letònia.

## Biografia
En 1990 Rimševičius es va graduar en la facultat d'Enginyeria de l'institut politècnic de Riga, on va obtenir el títol d'enginyer economista, en 1988–1989 va estudiar a la Universitat de St. Lawrence dels Estats Units, i un MBA a la Universitat Clarkson, de 1991 a 1992.
Va ser activista del Front Popular Letó de 1989 a 1990. Va treballar al banc comercial Latvijas Zemes Bank entre 1990 i 1992. En 2001 fou nomenat president del Banc Central de Letònia per Einaro Repšės. El febrer de 2018 l'agència anticorrupció letona va ordenar la seva detenció. Un dia després va quedar en llibertat amb càrrecs.